# Chilenomela
Chilenomela là một chi bọ cánh cứng trong họ Chrysomelidae.
Chi này được Daccordi miêu tả khoa học năm 1994.

## Các loài
Chi này gồm các loài:
- Chilenomela mimica Daccordi, 1994